# Niyaz Ilyasov
Niyaz Anvarovich Ilyasov (en russe : Нияз Анварович Ильясов), né le 10 août 1995 à Bataïsk, est un judoka russe évoluant dans la catégorie des poids mi-lourds (- 100kg). Il est notamment vice-champion du monde en 2019.

## Carrière
Ilyasov est déjà champion du monde juniors en 2015 dans la catégorie des -100kg .
En 2018, il participe aux championnats du monde à Bakou où il est battu en demi-finale par le sud-coréen Cho Gu-ham mais obtient le bronze. Puis en 2019, il devient vice-champion du monde à Tokyo en s'inclinant face au Portugais Jorge Fonseca tout en ayant eu sa revanche face au Coréen Cho en demi-finale.
En 2020, il est battu dès le premier tour lors des Championnats d'Europe de judo 2020 par son collègue Aleksandar Kukolj.
En 2021, il participe d'abord aux championnats d'Europe où il atteint le stade des demi-finales avec un match perdu face au Géorgien Liparteliani et manquant le bronze face au judoka d’Azerbaïdjan Kotsoiev.
Il participe à ses premiers jeux olympiques dans le tournoi masculin de Tokyo : il est battu en quart de finale par le Portugais Fonseca mais dans le tournoi de repêchage, il vient à bout de l'Allemand Karl-Richard Frey puis du Géorgien Varlam Liparteliani  et remporte ainsi une médaille de bronze, étant alors à côté de Fonseca sur le podium olympique. Dans l'épreuve par équipe mixte, c'est Tamerlan Bashaev (+100kg) qui a été préféré dans la catégorie des +90kg..